# Drosophila munda
Drosophila munda är en tvåvingeart som beskrevs av Spencer 1942. Drosophila munda ingår i släktet Drosophila och familjen daggflugor.
Artens utbredningsområde är Mexiko och delstaterna Arizona och New Mexico i USA.